# Szacharóz
| Oldhatóság       | Oldhatóság        |
| ---------------- | ----------------- |
| Hőmérséklet (°C) | szacharóz/víz g/g |
| 50               | 2,59              |
| 55               | 2,73              |
| 60               | 2,89              |
| 65               | 3,06              |
| 70               | 3,25              |
| 75               | 3,46              |
| 80               | 3,69              |
| 85               | 3,94              |
| 90               | 4,20              |

A szacharóz vagy étkezési cukor (nádcukor, répacukor, juharcukor) egy diszacharid, melyet egy  glükóz és egy  fruktóz molekularész alkot  (C12H22O11). A növények termelik és a heterotróf élőlények fontos tápláléka. Étkezési cukor, kristálycukor néven alapélelmezési cikk, leginkább cukorrépából vagy cukornádból állítják elő éves szinten 168 millió tonna mennyiségben (2011-ben 164 millió, 2017/18-ban előrejelzés szerint 174 millió).
A szacharóz szó Indiából származik, eredeti jelentése sóder, kavics. Arab közvetítéssel került a görög nyelvbe szakcharo (σάκχαρο) vagy zacharo (ζάχαρο) alakban, ahol már cukrot jelent.

## Szerkezete, tulajdonságai
| tömegtört | viszkozitás | viszkozitás | viszkozitás |
| --------- | ----------- | ----------- | ----------- |
| tömegtört | szacharóz   | glükóz      | fruktóz     |
| %         | mPas        | mPas        | mPas        |
| 1         | 1,028       | 1,021       | 1,028       |
| 2         | 1,055       | 1,052       | 1,054       |
| 5         | 1,146       | 1,145       | 1,134       |
| 10        | 1,336       | 1,33        | 1,309       |
| 15        | 1,592       | 1,566       | 1,533       |
| 20        | 1,954       | 1,904       | 1,837       |
| 30        | 3,188       | 2,998       | 2,817       |
| 40        | 6,161       | 5,491       | 5,045       |
| 50        | 15,432      | 11,891      | 10,823      |
| 60        | 58,479      | 37,453      | 32,573      |
| 64        | 120,48      |             | 58,14       |
| 68        | 285,71      |             | 119,048     |
| 70        | 476,19      |             | 178,571     |

Fehér színű, kristályos, édes ízű anyag, amely vízben jól oldódik. A szacharózban α-
d-glükopiranóz (piranóz gyűrűs 
d-glükóz, α-anomer) és β-
d-fruktofuranóz (furanóz gyűrűs 
d-fruktóz, β módosulat) kapcsolódik egymáshoz az anomer hidroxilcsoportokon keresztül. Emiatt sem a glükóz, sem a fruktóz gyűrűje nem képes felnyílni, és nem tud szabad oxocsoport kialakulni. Ezért a szacharóz nem redukáló diszacharid, és nem mutarotál, valamint a további polimerizáció is gátolva van. Ezen tulajdonsága miatt az ezüsttükörpróba és a Fehling-reakció sem játszódik le.
Viszont savval főzve hidrolizál és alkotórészeire esik szét, s a keletkező glükóz redukáló hatása már kimutatható.

## Inverzió, invertcukor, trimolin
A szacharóz jobbra forgat, optikai forgatóképessége +66,5°. A szacharóznak savval főzés után az optikai forgatóképessége megfordul, balra forgat. Ennek az az oka, hogy a savval főzés hatására a glükóz és a fruktóz közti kötés felbomlik, szabad glükóz és fruktóz 50-50%-os keveréke keletkezik. A kapott keveréket invertcukornak, illetve a cukrászatban trimolinnak nevezzük. Az invertcukorban a fruktóz nagyobb mértékben forgat balra (optikai forgatóképessége −92,4°), mint a glükóz jobbra (optikai forgatóképessége egyensúlyi elegy esetén: +52,7°). Az invertcukor optikai forgatóképessége −39,7°. A szacharóz hidrolízisének neve: invertálás. A hidrolízis során nemcsak az optikai forgatóképesség változik meg, hanem a keletkezett keverék redukáló tulajdonságú lesz, mert a szabaddá vált glükóz laktolgyűrűje már felnyílhat.

## Felhasználása
Az élelmiszeripar nagy mennyiségben használja édesítőszerként, tartósítószerként, antioxidánsként, nedvességtartalmat szabályozó anyagként, stabilizátorként és sűrűséget növelő anyagként.